# Defri Juliant
 (avril 2022).
La mise en forme du texte ne suit pas les recommandations de Wikipédia : il faut le « wikifier ».
Les points d'amélioration suivants sont les cas les plus fréquents. Le détail des points à revoir est peut-être précisé sur la page de discussion.
- Les titres sont pré-formatés par le logiciel. Ils ne sont ni en capitales, ni en gras.
- Le texte ne doit pas être écrit en capitales (les noms de famille non plus), ni en gras, ni en italique, ni en « petit »…
- Le gras n'est utilisé que pour surligner le titre de l'article dans l'introduction, une seule fois.
- L'italique est rarement utilisé : mots en langue étrangère, titres d'œuvres, noms de bateaux, etc.
- Les citations ne sont pas en italique mais en corps de texte normal. Elles sont entourées par des guillemets français : « et ».
- Les listes à puces sont à éviter, des paragraphes rédigés étant largement préférés. Les tableaux sont à réserver à la présentation de données structurées (résultats, etc.).
- Les appels de note de bas de page (petits chiffres en exposant, introduits par l'outil «  Source ») sont à placer entre la fin de phrase et le point final[comme ça].
- Les liens internes (vers d'autres articles de Wikipédia) sont à choisir avec parcimonie. Créez des liens vers des articles approfondissant le sujet. Les termes génériques sans rapport avec le sujet sont à éviter, ainsi que les répétitions de liens vers un même terme.
- Les liens externes sont à placer uniquement dans une section « Liens externes », à la fin de l'article. Ces liens sont à choisir avec parcimonie suivant les règles définies. Si un lien sert de source à l'article, son insertion dans le texte est à faire par les notes de bas de page.
- La présentation des références doit suivre les conventions bibliographiques. Il est recommandé d'utiliser les modèles {{Ouvrage}}, {{Chapitre}}, {{Article}}, {{Lien web}} et/ou {{Bibliographie}}. Le mode d'édition visuel peut mettre en forme automatiquement les références.
- Insérer une infobox (cadre d'informations à droite) n'est pas obligatoire pour parachever la mise en page.

Pour une aide détaillée, merci de consulter Aide:Wikification.
Si vous pensez que ces points ont été résolus, vous pouvez retirer ce bandeau et améliorer la mise en forme d'un autre article.
Arif Defri Arianto (né le 28 décembre 2002), connu professionnellement sous le nom de Defri Juliant, est un chanteur indonésien dangdut. Il est devenu célèbre pour avoir été finaliste de la troisième saison de Liga Dangdut Indonesia représentant la province de Riau, diffusée par la chaîne de télévision indonésienne Indosiar en 2020.

## Biographie

### Jeunesse
Arif Defri Arianto est né et a grandi à Bangkinang, Kampar, Riau à Julianto dan et Susilawati. Il est issu d'une famille de musiciens, ses deux parents travaillent comme chanteurs de scène. Il est le troisième de cinq enfants, avec les frères aînés Andre Fikri Akbar et Nugie Riandi Jufenel et les jeunes frères Muhammad Haikal Julsie et Noufal Oktaviano. Son frère cadet, Haikal, est décédé dans un accident de moto le 10 février 2020.
Juliant a fait ses études à SD Negeri 008 Langgini et SMP Negeri 2 Bangkinang Kota. Il est diplômé de SMK Negeri 1 Kuok avec spécialisation en agro-industrie de la pêche en eau douce. Juliant étudie actuellement au STISIP Persada Bunda avec une spécialisation en études de la communication.
Juliant a un hobby de chanter depuis l'enfance, il a commencé à chanter à l'âge de 9 ans. Au lycée, il a souvent remporté des concours de chant tels que la 2e place à l'école professionnelle FLS2N Kampar Regency en 2017 et 2018. En 2017, Juliant a été élu Riau Youth Ambassador 2017. Il a également été sélectionné comme troisième gagnant Bujang Kampar lors de l'événement Bujang Dara 2018 à Kampar Regency. En 2019, il a auditionné pour 2019 Liga Dangdut Indonesia, mais n'a atteint que le stade du Video Booth et n'a pas été appelé à être le représentant de la province à ce moment-là. La même année, il a participé à l'événement TVRI Riau Dangdut Star,.

### Depuis 2020:Liga Dangdut Indonesiaet débuts de carrière
Juliant revient auditionner pour la compétition Liga Dangdut Indonésie 2020. Il a été choisi pour être l'un des cinq participants représentant Riau. Juliant a concouru pour deux billets pour représenter la province de Riau devant les juges. Pour ses performances à travers les chansons « Keangkuhan », « Madu » et « Syahdu » (un duo avec Rara), il a été déclaré qualifié pour participer au concert final sur la scène « 2020 Liga Dangdut Indonesia ».
Soixante-dix participants qui sont passés au concert final de la « Liga Dangdut Indonésie 2020 » ont été divisés en quatorze groupes (sept groupes d'équipes rouges et sept groupes d'équipes blanches). Dans le tour du Top 70, Juliant a fait sa première apparition le quatorzième jour, chantant à nouveau la chanson "Keangkuhan" de l'artiste original Wawa Marisa. Dans ce tour, il s'est qualifié pour le tour du Top 56. Dans le Top 56, il a interprété la chanson "Kehilangan" de la chanteuse originale Rhoma Irama. Il est passé au tour suivant avec le pourcentage de résultat le plus élevé.
Après sa performance qui obtient toujours le pourcentage de résultat le plus élevé à chaque tour, Juliant a été éliminé au tour du Top 18 lorsqu'il a chanté "Gadis Melayu" de Jamal Abdillah. Il a un fandom appelé Fandef,.
| Liga Dangdut Indonesia performances et résultats de la saison 3 | Liga Dangdut Indonesia performances et résultats de la saison 3 | Liga Dangdut Indonesia performances et résultats de la saison 3 | Liga Dangdut Indonesia performances et résultats de la saison 3 | Liga Dangdut Indonesia performances et résultats de la saison 3 | Liga Dangdut Indonesia performances et résultats de la saison 3 |
| La semaine #                                                    | Choix de la chanson                                             | Artiste original                                                | Grouper                                                         | Pourcentage                                                     | Résultat                                                        |
| --------------------------------------------------------------- | --------------------------------------------------------------- | --------------------------------------------------------------- | --------------------------------------------------------------- | --------------------------------------------------------------- | --------------------------------------------------------------- |
| Audition                                                        | "Keangkuhan"                                                    | Wawa Marisa                                                     | –                                                               | –                                                               | Avance                                                          |
| Audition                                                        | "Madu"                                                          | Amriz Arifin & Erni AB                                          | –                                                               | –                                                               | Avance                                                          |
| Audition                                                        | "Syahdu"                                                        | Rhoma Irama                                                     | Un duo avec Tiyara Ramadhani                                    | –                                                               | Avance                                                          |
| Top 70                                                          | "Keangkuhan"                                                    | Wawa Marisa                                                     | Grouper 7 (Équipe blanche)                                      | 29,88%                                                          | Premier à Sûr                                                   |
| Top 56                                                          | "Kehilangan"                                                    | Rhoma Irama                                                     | Grouper 4 (Équipe blanche)                                      | 34,22%                                                          | Premier à Sûr                                                   |
| Top 44                                                          | "Madu"                                                          | Amriz Arifin                                                    | Grouper 5                                                       | 39,03%                                                          | Premier à Sûr                                                   |
| Top 33                                                          | "Semakin Sayang Semakin Kejam"                                  | Rita Sugiarto                                                   | Grouper 6 (un duo avec Aulia)                                   | 39,93%                                                          | Premier à Sûr                                                   |
| Top 24                                                          | "Titip Cintaku"                                                 | Ona Sutra                                                       | Grouper 6                                                       | 34,14%                                                          | Premier à Sûr                                                   |
| Top 18                                                          | "Gadis Melayu"                                                  | Jamal Abdillah                                                  | Grouper 2                                                       | 33,18%                                                          | Éliminé                                                         |

En août 2021, Juliant via Koko Record HD a sorti son premier single intitulé "Tiara Ku Di Pulau Batam", composé par Rio Astar. Une semaine après la sortie de son premier single, il duo avec un autre participant de la "Liga Dangdut Indonesia 2020", Puspa Indah, a sorti une chanson intitulée "Cinta Mati" qui a été composée par Evan Budyana. Le mois suivant, il revient en duo avec Puspa Indah, publiant une chanson intitulée « Seringgit Dua Kupang », également composée par Rio Astar. Defri a sorti un autre single solo "Pemburu Harta" en octobre.

## Discographie

### Singles
| Titre                                     | Année | Album            | Étiqueter      |
| ----------------------------------------- | ----- | ---------------- | -------------- |
| “Tiara Ku Di Pulau Batam”                 | 2021  | Non-album single | Koko Record HD |
| “Cinta Mati” (avec Puspa Indah)           | 2021  | Non-album single | Koko Record HD |
| “Seringgit Dua Kupang” (avec Puspa Indah) | 2021  | Non-album single | Koko Record HD |
| “Pemburu Harta”                           | 2021  | Non-album single | Koko Record HD |

## Filmographie
- 2019 : Bintang Dangdut : Lui-même
- 2020 : Konser Bhinneka Tunggal Ika Liga Dangdut Indonesia 2020 : Lui-même
- 2020 : Liga Dangdut Indonesia : Lui-même
- 2020 : Kepoin LIDA ZOZO : Lui-même